# Augeiasz
Augeiasz (régiesen Augiász, görögül: Αύγείας, Αύγεας) a görög mitológiában éliszi király, Héliosz (más változatok szerint: Poszeidón, Epeiosz vagy Phorbasz) és Hürminé fia. Testvére Aktór éliszi király.
Augeiasz apjától örökölt hatalmas tehéncsordák birtokosa volt. Héraklész elvállalta, hogy egyetlen nap alatt tisztaságot teremt Augeiasz hosszú esztendők óta takarítatlan, trágyával vastagon borított istállóiban (Héraklész ötödik munkája a tizenkettő közül, Augeiasz istállóinak megtisztítása), ezért jutalmul felajánlotta Héraklésznak az állatok egytizedét. Héraklész két közeli folyót, az Alpheioszt és Péneioszt elterelte medréből, vizüket végigvezette az istállókon, mely kimosott onnan minden szennyet. Amikor Augeiasz megtudta, hogy a hérosz Eurüsztheusz parancsára végezte el a munkát, nem akarta megfizetni az ígért jutalmat.
A bosszúra évekkel később került sor. Héraklész önkéntesekből álló hadsereget toborzott, akikkel Élisz ellen vonult. Kezdetben nem járt sikerrel, mivel Augeiasz unokatestvérei, a moliónidák – Augeiasz testvérei – támogatták. Ezután Héraklész lesből megölte Augeiasz testvéreit, elrabolta Epikaszté nevű lányát (aki később a hérosz Thesztalosz nevű fiát szülte). Mivel Augeiasz fiai is meghaltak, Éliszben Phüleuszt tette meg királynak, a győzelem emlékére pedig megalapította az olümpiai játékokat.
Egy másik mítosz szerint Héraklész nem ölte meg ellenfelét, Augeiasz visszanyerte királyságát, amelyben halála után hősként tisztelték. Az Augeiasz-mítosz kétségtelenül összefügg a napkultusszal, erről tanúskodik mind Augeiasz származása (Héliosz fia), mind nevének jelentése („sugárzó”). Augeiasz nevére vezetik vissza Csáki (Csáky) szalmája nevű szólás-mondásunkat is. Jelentése: rendetlen, züllött.